# Prijezda I. Kotromanić
Prijezda I. Kotromanić (1211. – Slavonija, 8. svibnja 1287.), bosanski ban od 1250. do 1287. godine. Osnivač je bosanske dinastije Kotromanić.

## Životopis
Ban Prijezda I. Kotromanić je bio bratić ili sestrić, a možda i brat bosanskog bana Mateja Ninoslava. Ako je bio brat Mateja Ninosalva onda Prijezdin otac je bio izvjesni Radivoje, a brat izvjesni Simeon Radivojević. Zajedno s Matejom Ninoslavom na katoličanstvo je prešao i ban Prijezda I. Kotromanić. Prijezda I. je svog sina Stjepana morati predati dominikancima kao taoca, čime je jamčio da neće odstupiti od Rima.
Prijezda je slavonski velikaš kojega je kralj Bela IV. obdario župom Novak na Dravi radi ustrajanja na katoličanstvu. Iskoristio je državnu krizu u vrijeme posljednjih Arpadovića i zavladao (središnjom) Bosnom; Vrhbosnom i (barem nominalno) Donjim Krajima. Za Prijezdina banovanja ponovno započinje razdoblje postupnog uspona i sve veće samostalnosti bosanske države. Vrhovništvo hrvatsko-ugarskih kraljeva je priznavao u načelu.
S Jelisavom, kćerkom srpskoga kralja Dragutina Stefana, oženio je sina Stjepana I. Kotromana 1284. Za slavonskoga velikaša Ladislava Babonića udao je kćer Katarinu 1287. Tako je se s moćnim susjednim obiteljima povezao.
U vladarskoj ispravi iz 1287. spominje se kao domino concedente banus Boznensis. Naslijedio ga je sin Prijezda II. koji od 1290. vlada zajedno s bratom Stjepanom I. Kotromanićem.

## Vanjske povezice
- [neaktivna poveznica] Hrvatski povijesni portal

| Prethodnik:    | Bosanski ban 1250. – 1287. | Nasljednik:  |
| Matej Ninoslav | Bosanski ban 1250. – 1287. | Prijezda II. |